# Ideologia monoglosji
Ideologia monoglosji – pogląd językowy zakładający, że praktyka mieszania języków (kodów językowych) jest negatywnym zjawiskiem. Zgodnie z tym poglądem język powinien pozostać wolny od wpływów innych języków bądź jednojęzyczność ceni się wyżej od wielojęzyczności.  Ideologia monoglosji objawia się m.in. negatywnym stosunkiem wobec zjawisk code switchingu i zapożyczania językowego.
Ideologia monoglosji bywa motywowana politycznie, np. niechęcią do któregoś z języków (np. angielskiego); jednocześnie inne języki mogą być faworyzowane lub przynajmniej uważane za „mniejsze zło”. Może kłaść nacisk na jedność społeczeństwa, wyrażaną poprzez posługiwanie się wspólnym językiem (w myśl hasła „jeden naród, jeden język”).
Ideologia monoglosji to jedna z najbardziej rozpowszechnionych ideologii językowych, obok ideologii języka standardowego. Jej przejawem jest puryzm językowy. Przekonanie o konieczności istnienia wyraźnych granic między różnymi odmianami językowymi (geograficznymi i socjalnymi) należy do elementów tradycyjnej kultywacji języka.
Ideologia monoglosji może zakładać, że poszczególne języki powinny być od siebie wyraźnie rozgraniczone, przypisując to wręcz samej naturze języka. Wprowadzanie wyrazów obcych i przypisywanie im innowacyjnych znaczeń uchodzi natomiast za zagrożenie dla języka. Pogląd ten spotyka się z krytyką; uważa się bowiem, że wszystkie języki stanowią produkt kontaktu językowego, a wpływy języków obcych niekoniecznie dają się zwalczyć bez szkody dla potencjału ekspresyjnego języka (synonimy nie zawsze są w pełni równoznaczne i wymienne; zamiana jednego wyrazu na drugi często prowadzi np. do zmiany stylu czy semantyki).